# Ергалиев, Талгат Файзуллиевич
Талгат Файзуллиевич Ергалиев (каз. Ерғалиев Талғат Файзуллаұлы; 15 июля 1966, село Жантеке, Коргалжынский район, Целиноградская область, Казахская ССР, СССР) — казахстанский предприниматель, государственный, общественный и политический деятель, депутат Мажилиса парламента Казахстана V созыва (2012—2016 г.), председатель Союза строителей Казахстана.

## Биография
В 1983—1984 годах — механизатор совхоза «Путь Ленина».
В 1991—1992 годах — преподаватель, заместитель декана факультета КСиПО в Казахском агротехническом университете.
В 1993—1999 годах — директор торговой компании.
В 1999—2001 годах — трудовую деятельность на разных должностях в строительстве на Карачаганакском месторождении.
В 2002—2003 годах — директор ГКП «Центр по выдаче разовых талонов».
В 2003—2004 годах — директор ТОО «Металлстройсервис».
В 2004 г. — проект-менеджер в строительстве.
В 2007—2010 годах — руководитель строительной компании.
С сентября 2012 год по март 2016 года — Депутат Мажилиса Парламента РК V созыва,Член Комитета по экономической реформе и региональному развитию Мажилиса Парламента Республики Казахстан.
С 2010 года по наст. время — председатель РОЮЛ «Союза строителей Казахстана.».

## Политическая и общественная деятельность
С 2012 г. по 2016 г. — депутат Мажилиса парламента Казахстана V созыва.
С 2012 г. по 2016 г. — Член Комитета по экономической реформе и региональному развитию Мажилиса Парламента Республики Казахстан.
С 2010 года — председатель РОЮЛ «Союз строителей Казахстана»..

## Награды
— Медаль юбилейная «Қазақстан Республикасыңың Тауелсіздігіне 20 жыл» от 10 ноября 2011 года;
— Медаль «Қазақстан Конституциясына 20 жыл» от 05 августа 2015 года;
— медаль НПП «Атамекен» — «За верность делу»;
— грамота от Президента Республики Казахстан в 2011 году;
— Благодарственное письмо от НПП РК «Атамекен» в 2019 году.

## Спорт
Первый депутат (за всю историю Парламента) Мажилиса Парламента РК пробежавший в 2015 году Марафон 42 195 м, на первом международном Марафоне «Астана-Марафон».
Организатор и участник сверхмарафона Астана — Алматы 1350 км.
Организатор и участник сверхмарафона Нурсултан — Туркестан 1450 км.

## Семья
Женат. Трое детей.

## Прочее
Воинское звание — капитан.
Владеет казахским и русским языками.